# Inspectie Gezondheidszorg en Jeugd
De Inspectie Gezondheidszorg en Jeugd (IGJ) is een Nederlandse overheidsinstantie gevestigd in Utrecht. Het is een onderdeel van het Ministerie van Volksgezondheid, Welzijn en Sport. De Inspectie verzorgt het toezicht op de kwaliteit van de zorg, medische producten en jeugdhulp.
De organisatie ontstond formeel in 2018 door een fusie van de Inspectie voor de Gezondheidszorg (IGZ) en de Inspectie Jeugdzorg (IJZ).

## Geschiedenis
Ten tijde van de Republiek der Zeven Verenigde Nederlanden waren volksgezondheid en gezondheidszorg taken van de gewestelijke en stedelijke overheden, vanaf de vestiging van de Bataafse Republiek in 1795 viel deze verantwoordelijkheid onder de nationale overheid. In de eerste helft van de 19e eeuw ontstond er overheidstoezicht op de gezondheidszorg.
In 1902 werd het Staatstoezicht op de Volksgezondheid ingesteld door de eerste Gezondheidswet, dat onder de Centrale Gezondheidsraad viel. In 1919 werd het Staatstoezicht van de Gezondheidsraad overgebracht naar de regering zelf.
In 1995 werden de Geneeskundige inspectie van de volksgezondheid, de Geneeskundige inspectie voor de geestelijke volksgezondheid en de Inspectie voor de geneesmiddelen samengevoegd tot de IGZ. 
De Rijks-, provinciale en grootstedelijke inspecteurs die waren belast met het toezicht op de verzorgingshuizen, zijn in 1997 aan de IGZ toegevoegd. De vier onderdelen van deze fusieorganisatie werden in de jaren daarop geheel in het IGZ geïntegreerd.
In 2018 fuseerde de Inspectie voor de Gezondheidszorg (IGZ) formeel met de Inspectie Jeugdzorg (IJZ) tot Inspectie Gezondheidszorg en Jeugd (IGJ). In 2017 was de organisatie reeds actief met de toevoeging 'i.o.' (in oprichting). Hierdoor waren zij wettelijk niet bevoegd organisaties een bevel of instructies op te leggen omdat de nieuwe organisatie (IGJ) wettelijk niet was geregeld. Zowel de Eerste- als Tweede Kamer moesten op het moment dat de fusie een 'feit' was nog hun goedkeuring verlenen waarvoor ook een aanpassing in de Wet nodig was. De IGZ wachtte hier niet op en zette de fusie naar IGJ door.